# Katarzyna Smreczyńska
Katarzyna Smreczyńska (do 1898 Smaciarz, panieńskie nazwisko Smreczak, ur. 1 listopada 1846 w Porębie Wielkiej, zm. 5 października 1936 w Zakopanem) – polska pisarka ludowa i gawędziarka.
Autorka opowiadań (m.in. Pierwsze kroki, Prządki, Do dzieci), które dyktowała osobom trzecim, gdyż sama była niepiśmienna.
Jej synami byli Władysław Orkan i Stanisław Smreczyński.
Patronka Zespołu Placówek Oświatowych w Koninie.
Pochowana na Nowym Cmentarzu w Zakopanem (kw. P2-5-21).

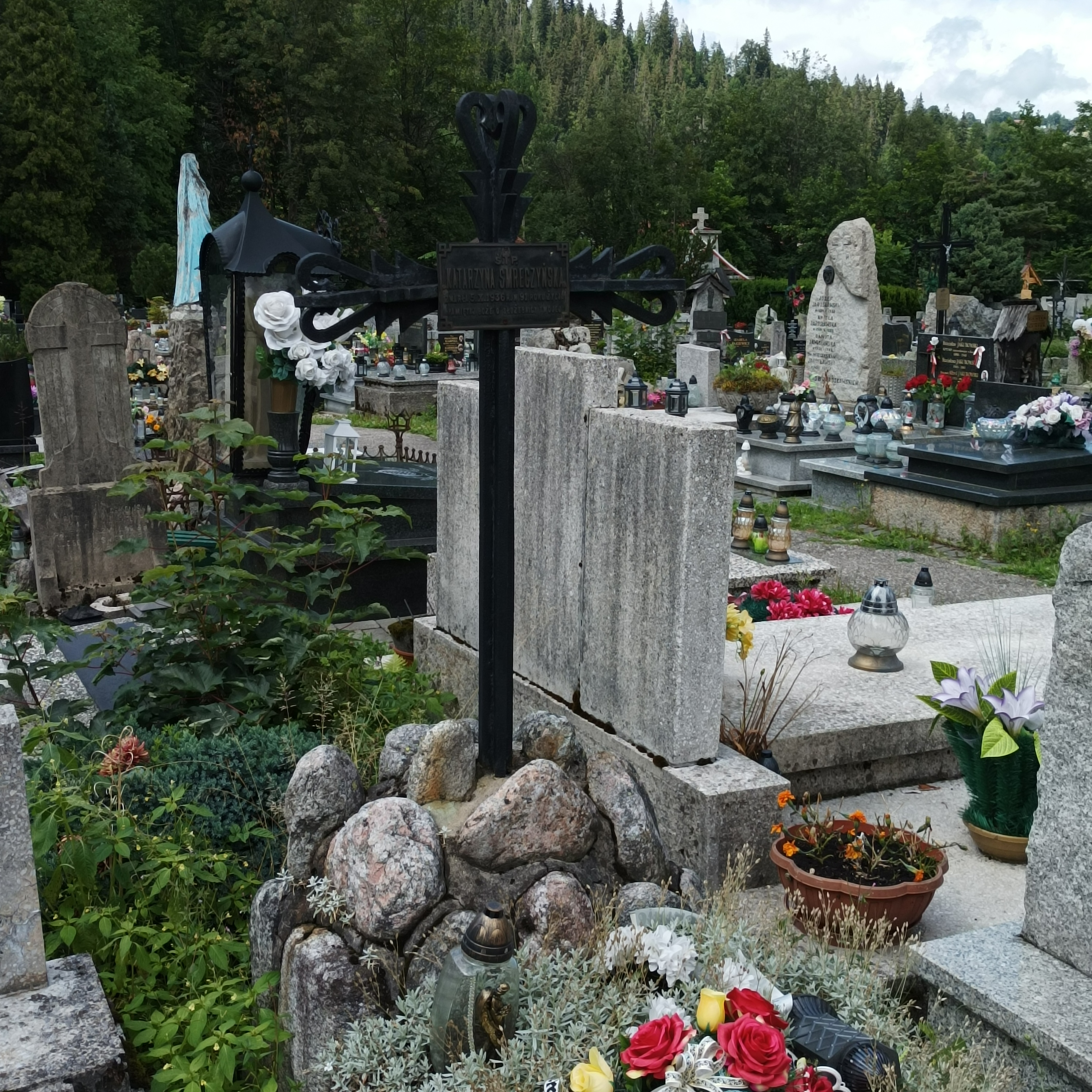
Grób Katarzyny Smreczyńskiej na Nowym Cmentarzu w Zakopanem